# Paramechoris hirtus
Paramechoris hirtus is een keversoort uit de familie Rhynchitidae. De wetenschappelijke naam van de soort is voor het eerst geldig gepubliceerd in 1801 door Fabricius.